# Tudor Tănase
Tudor Tănase  (n. 7 februarie 1947) este un general român de informații, care a îndeplinit funcția de director al Serviciului de Telecomunicații Speciale (12 februarie 2001 - 7 decembrie 2005).

## Biografie
Tudor Tănase s-a născut la data de 7 februarie 1947. A absolvit cursurile Institutului Politehnic București, Facultatea de Automatică, pe care le-a absolvit în anul 1972 cu nota 10 la examenul de stat (media generală 9,27), obținând diploma de inginer. El a lucrat ca ofițer activ în Departamentul de Informații Externe (DIE) la începutul carierei sale (1976-1978) .
Între anii 1978-1989, a îndeplinit o serie de funcții la Unitatea Specială "R" din cadrul Ministerului Afacerilor Interne, unitate care se ocupa de protecția convorbirilor guvernamentale și de legăturile directe oficiale care se făceau la nivelul Biroului Executiv al PCR. În anul 1987 a fost numit șef de subunitate. În decembrie 1989, avea gradul de maior și răspundea de buna funcționare a mijloacelor de telecomunicații de la bordul  aeronavei prezidențiale YR-ABD.
După Revoluție și-a continuat activitatea în cadrul aceleiași unități, redenumită în anul 1992 Serviciul de Telecomunicații Speciale. În anul 1993 a fost numit în funcția de adjunct tehnic al directorului STS. Numele său a fost vehiculat eronat în tratativele care s-au dus între anii 1994-1996 pentru refacerea liniilor telefonice secretizate București-Moscova, mai cunoscute sub denumirea de "Firul roșu", el neavând atribuții în acest domeniu.
În anul 1997, în urma unor articole din presă, Secția Parchetelor Militare i-a deschis Dosarul penal nr. 5P/1997, în care l-a acuzat că a folosit camioanele STS pentru a transporta materiale de construcții la vilele din Breaza ale generalului Tudor Tănase și a generalului Ion Tudosie, care pe atunci lucra la Curtea de Conturi, având sarcina de a verifica financiar preventiv STS, înregistrând în fals camioanele ca fiind în misiuni operative. El a fost amendat contravențional de procurorii militari, stabilindu-se că a produs unității un prejudiciu de peste 28 de milioane de lei vechi .A trecut în rezervă, la cerere, la data de 1 iulie 1997, cu gradul de general de brigadă .
Traian Băsescu, pe atunci ministru al transporturilor, l-a numit în anul 1999 în funcția de director adjunct, responsabil cu proiectul Centrul de Dirijare a Zborurilor București, la ROMATSA (Administrația Română a Serviciilor de Trafic Aerian, care se ocupă cu dirijarea aeronavelor civile în spațiul aerian al României).
La data de 12 februarie 2001, generalul de brigadă (r) ing. Tudor Tănase a fost numit în funcția de director al Serviciului de Telecomunicații Speciale, fiind retribuit corespunzător funcției de secretar de stat .
În perioada cât s-a aflat la conducerea STS, Tudor Tănase a fost înaintat la gradul de general de divizie (în rezervă) la 1 decembrie 2002  și apoi la cel de general-locotenent cu trei stele, grad cu care a fost rechemat în activitate la 14 decembrie 2004 .
În cotidianele "România liberă" din 22 decembrie 2004 și "Ziua" din 31 mai 2005, au fost publicate anchete de presă documentate, în care a fost acuzat, împreună cu adjuncții săi, generalul Alexandru Grumaz, generalul Ion Tudosie și generalul Florin Mihalache, de grave nereguli în gestionarea bugetului STS, fiind implicat în achiziții de mașini militare și tehnică specială pentru STS, prin contracte de zeci de milioane de dolari, derulate fără licitație și la prețuri nejustificat de mari .  În urma cercetărilor efectuate de către instituțiile abilitate, aceste aspecte nu au fost confirmate.
La data de 7 decembrie 2005, generalul-locotenent (cu 3 stele) Tudor Tănase a fost eliberat la cerere din funcția de director al STS , fiind înaintat la gradul de general (cu 4 stele) și trecut în rezervă cu noul grad .
În timpul mandatului său au fost inițiate și implementate două proiecte importante: Sistemul național pentru numărul unic de apel de urgență - 112 și Rețeaua WAN de mare capacitate (faza conexiunilor interjudețene).

## Distincții
Generalul Tudor Tănase a fost decorat cu următoarele ordine:
- Ordinul Național Steaua României în grad de cavaler (28 noiembrie 2002) - pentru profesionalismul și activitatea depusă, precum și pentru deosebitele calități manageriale pe care le-a dovedit la conducerea Serviciului de Telecomunicații Speciale [10]
- Ordinul Național Steaua României în grad de ofițer (7 decembrie 2005) - pentru îndeplinirea cu succes a atribuțiilor profesionale deosebite și misiunilor speciale, determinate de obiectivele Serviciului de Telecomunicații Speciale, în contextul integrării europene și al armonizării operaționale cu structurile euroatlantice [11]
- Ordinul Național Steaua României în grad de comandor (28 noiembrie 2011) - pentru merite deosebite și competența dovedită în îndeplinirea atribuțiilor legale specifice [12]